# Tsjecho-Slowakije op de Olympische Zomerspelen 1976
Tsjecho-Slowakije nam deel aan de Olympische Zomerspelen 1976 in Montréal, Canada. Net als tijdens de vorige editie werden acht medailles gewonnen, waaronder twee keer goud.

## Medaillewinnaars

### 1Goud
- Anton Tkáč - Wielersport, mannen 1.000m sprint (scratch)
- Josef Panáček - Schieten, mannen skeetschieten

### 2Zilver
- Jiří Adam, Jan Bártu en Bohumil Starnovský - Moderne vijfkamp, mannentoernooi
- Vítězslav Mácha - worstelen, mannen Grieks-Romeins weltergewicht

### 3Brons
- Helena Fibingerová - Atletiek, vrouwen kogelstoten
- Jan Bártu - Moderne vijfkamp, mannen individueel
- Jaroslav Hellebrand, Vladek Lacina, Zdeněk Pecka en Václav Vochoska - Roeien, mannen dubbel-vier
- Oldřich Svojanovský, Pavel Svojanovský en Ludvík Vébr - Roeien, mannen twee-met-stuurman

## Deelnemers en resultaten per onderdeel

### Atletiek
Mannen, discuswerpen
- Ludvík Daněk
  - Kwalificatie - 60.44m
  - Finale - 61.28m (→ 9e plaats)
- Josef Šilhavý
  - Kwalificatie - 60.82m
  - Finale - 58.42m (→ 13e plaats)

Vrouwen, kogelstoten
- Helena Fibingerová
  - Finale - 20.76 m (→  Brons)

### Basketbal

#### Mannentoernooi
- Voorronde (Groep B):
  - Versloeg Egypte (103-64)
  - Verloor van Joegoslavië (81-99)
  - Verloor van Italië (69-79)
  - Versloeg Puerto Rico (89-83)
  - Verloor van Verenigde Staten (76-81)
- Kwalificatiewedstrijden:
  - 5e/8e plaats: Versloeg Cuba (91-79)
  - 5e/6e plaats: Verloor van Italië (75-98) → Zesde plaats
- Spelers
  - Vladimir Ptacek
  - Vojtech Petr
  - Jiri Konopasek
  - Justin Sedlak
  - Stanislav Kropilak
  - Jaroslav Kanturek
  - Zdenek Kos
  - Jiri Pospisil
  - Vladimir Padrta
  - Kamil Brabenec
  - Zdenek Dousa
  - Gustav Hraska
- Hoofdcoach: Vladimir Heger

#### Vrouwentoernooi
- Spelers
  - Ludmila Kraliková
  - Dana Ptacková
  - Pavla Davidová
  - Ludmila Chmeliková
  - Martina Babková
  - Ivana Korinková
  - Ywetta Pollaková
  - Lenka Nechvatalová
  - Vlasta Vrbková
  - Marta Pechová
  - Hana Dousová
  - Bozena Miklosovicové
- Hoofdcoach: Jindrich Drasal

### Volleybal

#### Mannentoernooi
- Voorronde (Groep A)
  - Versloeg Canada (3-0)
  - Verloor van Cuba (0-3)
  - Verloor van Polen (1-3)
  - Versloeg Zuid-Korea (3-1)
- Kwalificatiewedstrijden
  - 5e/8e plaats: Versloeg Italië (3-0)
  - 5e/6e plaats: Versloeg Zuid-Korea (3-1) → Vijfde plaats
- Spelers
  - Miroslav Nekola
  - Jaroslav Penc
  - Stefan Pipa
  - Vladimír Petlák
  - Josef Mikunda
  - Jaroslav Stančo
  - Vlastimil Lenert
  - Milan Šlambor
  - Pavel Řeřábek
  - Josef Vondrka
  - Drahomír Koudelka
  - Jaroslav Tomáš
- Hoofdcoaches: Pavel Schenk en Zdeněk Václavík

### Wielersport
Mannen individuele wegwedstrijd
- Vlastimil Moravec - 4:49:01 (→ 13e plaats)
- Petr Bucháček - 4:54:26 (→ 41e plaats)
- Petr Matoušek - niet gefinisht (→ niet geklasseerd)
- Vladimír Vondráček - niet gefinisht (→ niet geklasseerd)

Mannen 1.000m tijdrit
- Miroslav Vymazal - 1:08.173 (→ 9e plaats)

Mannen 1.000m sprint (scratch)
- Anton Tkáč -  Goud

Mannen 4.000m individuele achtervolging
- Michal Klasa - 8e plaats

Amerikaanse Maagdeneilanden · Andorra · Antigua en Barbuda · Argentinië · Australië · Bahama's · Barbados · België · Belize · Bermuda · Bolivia · Bondsrepubliek Duitsland · Brazilië · Bulgarije · Canada · Chili · Colombia · Costa Rica · Cuba · Denemarken · Dominicaanse Republiek · Duitse Democratische Republiek · Ecuador · Egypte · Fiji · Filipijnen · Finland · Frankrijk · Griekenland · Groot-Brittannië · Guatemala · Haïti · Honduras · Hongarije · Hongkong · Ierland · IJsland · India · Indonesië · Iran · Israël · Italië · Ivoorkust · Jamaica · Japan · Joegoslavië · Kaaimaneilanden · Kameroen · Koeweit · Libanon · Liechtenstein · Luxemburg · Maleisië · Marokko · Mexico · Monaco · Mongolië · Nederland · Nederlandse Antillen · Nepal · Nicaragua · Nieuw-Zeeland · Noord-Korea · Noorwegen · Oostenrijk · Pakistan · Panama · Papoea-Nieuw-Guinea · Paraguay · Peru · Polen · Portugal · Puerto Rico · Roemenië · San Marino · Saoedi-Arabië · Senegal · Singapore · Sovjet-Unie · Spanje · Suriname · Thailand · Trinidad en Tobago · Tsjecho-Slowakije · Tunesië · Turkije · Uruguay · Venezuela · Verenigde Staten · Zuid-Korea · Zweden · Zwitserland